# Академік
Акаде́мік або ді́йсний член акаде́мії (рос. академик, англ. academician, нім. Akademiker) — дійсний член академії як корпорації вчених, обраний її загальними зборами. Зазвичай, академіками без уточнення називають членів національної академії наук, академіками (з вказівкою академії) називають дійсних членів інших академій. Академіки обираються таємним голосуванням на загальних зборах відповідної академії з-поміж їхніх членів-кореспондентів, при цьому право голосу мають тільки академіки.
Іноземними членами НАН України обираються вчені — громадяни інших країн, наукові праці яких одержали визнання міжнародної наукової громадськості та які вагомо сприяють розвитку міжнародних наукових зв'язків НАН України.
Члени НАН України обираються довічно. Члени НАН України об'єднуються у відповідні відділення НАН України.